# Birationale Äquivalenz
Ein Ziel der algebraischen Geometrie ist es, Varietäten bis auf Isomorphie zu klassifizieren. Das ist im Allgemeinen ein zu schwieriges Problem. Mit dem schwächeren Begriff der birationalen Äquivalenz ergeben sich hingegen bessere Klassifikationsmöglichkeiten. Zwei Varietäten {\displaystyle X} und {\displaystyle Y} werden birational äquivalent genannt, wenn sie isomorphe dichte offene Teilmengen enthalten.

## Definitionen
Sind {\displaystyle X} und {\displaystyle Y} Varietäten, so werden sie birational äquivalent genannt, wenn es rationale Abbildungen
{\displaystyle \phi \colon X\ -\to Y}
{\displaystyle \psi \colon Y\ -\to X}
gibt mit
{\displaystyle \psi \circ \phi ={\text{id}}_{X}}
und
{\displaystyle \phi \circ \psi ={\text{id}}_{Y}}
Die Varietäten können affine, quasiaffine, projektive, quasiprojektive oder abstrakte Varietäten sein.
{\displaystyle \phi } und {\displaystyle \psi } werden in diesem Fall birationale Abbildungen genannt.
Es ist für Varietäten {\displaystyle X} und {\displaystyle Y} äquivalent:
- {\displaystyle X} und {\displaystyle Y} sind birational äquivalent.
- {\displaystyle X} und {\displaystyle Y} besitzen isomorphe dichte offene Mengen.
- Es gibt in {\displaystyle X} und {\displaystyle Y} Punkte mit isomorphen lokalen Ringen.
- {\displaystyle X} und {\displaystyle Y} haben isomorphe Funktionenkörper.

Ein birationaler Morphismus ist ein Morphismus algebraischer Varietäten, der gleichzeitig eine birationale Abbildung ist.

## Rationale Varietäten
Eine Varietät, die birational äquivalent zu einem projektiven Raum ist, wird rational genannt. Eine irreduzible kubische Kurve ist zum Beispiel genau dann rational, wenn sie singulär ist. Beispiele dafür sind die Neilsche Parabel oder der Newtonsche Knoten.

## Beispiele
- Die Aufblasung eines Punktes oder allgemeiner, einer abgeschlossenen Untervarietät, ist birational äquivalent zur Ausgangsvarietät.
- Jede Varietät ist birational äquivalent zu einer Hyperfläche.
- Jede Kurve ist birational äquivalent zu einer ebenen Kurve, die nur sehr einfache Singularitäten (Doppelpunkte) besitzt.
- Zu jeder Varietät {\displaystyle X} über einem Körper der Charakteristik 0 gibt es eine nicht singuläre Varietät {\displaystyle Y} mit einem eigentlichen birationalen Morphismus {\displaystyle \phi \colon Y\to X}. (Das nennt man eine Auflösung der Singularitäten.) Dies ist ein tiefer Satz von Heisuke Hironaka.
- Einfacher zu zeigen ist: Zu jeder Kurve {\displaystyle C} gibt es eine eindeutig bestimmte nicht singuläre Kurve {\displaystyle C'} mit einem eigentlichen birationalen Morphismus {\displaystyle \phi \colon C'\to C.}
- Eine birationale Abbildung vom {\displaystyle P_{k}^{2}} zum {\displaystyle P_{k}^{2}} wird Cremona Transformation genannt. Ein Beispiel ist die quadratische Transformation

{\displaystyle \phi \colon P_{k}^{2}-\to P_{k}^{2}}
{\displaystyle \phi \colon (a_{0}:a_{1}:a_{2})\mapsto (a_{1}a_{2}:a_{0}a_{2}:a_{0}a_{1})}
Diese Abbildung ist außer auf den Punkten (1:0:0), (0:1:0) und (0:0:1) überall definiert. Das Bild der Verbindungsgeraden dieser Punkte ist jeweils ein Punkt, außerhalb der Verbindungsgeraden ist die Abbildung ein Isomorphismus. Diese Abbildung ist selbstinvers, also {\displaystyle \phi ^{2}=id}

## Klassifikation
Das Klassifikationsprogramm, die Klassifizierung von Varietäten, ist ein Leitprogramm der algebraischen Geometrie. Es kann in mehrere Aufgaben unterteilt werden. Der erste Teil ist die Klassifizierung bis auf birationale Äquivalenz. Das bedeutet, die endlich erzeugten Erweiterungskörper des Grundkörpers bis auf Isomorphie zu klassifizieren. Der nächste Schritt ist dann, innerhalb einer birationalen Äquivalenzklasse eine gute Untermenge wie die der nichtsingulären Varietäten zu finden und diese dann bis auf Isomorphie zu klassifizieren. Der dritte Teil ist dann zu bestimmen, wie weit eine allgemeine Varietät von den guten entfernt ist.
Bei den algebraischen Kurven ist das Programm gut umgesetzt. Es gibt eine birationale Invariante, das Geschlecht. Das Geschlecht ist eine natürliche Zahl, und jede natürliche Zahl wird als Geschlecht von einer Kurve angenommen. Für g=0 gibt es genau eine birationale Äquivalenzklasse, die der rationalen Kurven. Für jedes g > 0 gibt es eine kontinuierliche Familie von birationalen Äquivalenzklassen, die von einer irreduziblen algebraischen Varietät parametrisiert wird. Diese Varietät hat die Dimension 1, wenn g gleich 1 ist (das sind elliptische Kurven) und die Dimension 3g-3 für g>1. Für Kurven ist der Teil eins also gelöst: Eine Äquivalenzklasse einer algebraischen Kurve wird bestimmt durch eine natürliche Zahl, das Geschlecht (einer diskreten Invariante), und dann einen Punkt auf einer Varietät (einer kontinuierlichen Invariante). Der zweite Teil hat eine einfache Lösung: In jeder birationalen Äquivalenzklasse gibt es genau eine nicht singuläre Kurve. Und zum dritten Teil ist zu ergänzen, dass zu jeder Kurve endlich viele Punkte adjungiert werden müssen, um zu einer nicht singulären Kurve zu gelangen.

## Birationale Invarianten
Eine birationale Invariante ist eine Invariante, die sich unter birationalen Abbildungen nicht verändert. Die einfachste birationale Invariante ist natürlich die Dimension.
Das arithmetische Geschlecht ist eine birationale Invariante von Kurven, Flächen und von nicht singulären Varietäten über algebraisch abgeschlossenen Körpern. Das geometrische Geschlecht ist eine birationale Invariante von nicht singulären projektiven Varietäten. Insbesondere lassen sich dadurch leicht nicht rationale Varietäten beliebiger Dimension finden.